# Roserittet
Roserittet is de oudste wielerwedstrijd in Noorwegen. De wedstrijd werd voor het eerste verreden in 1954 onder de naam Hortensrittet maar werd in 1958 omgedoopt. Gedurende enkele jaren werd de wedstrijd niet verreden wegens gebrek aan sponsoren.

## Winnaars[2]
| - 1954 Reidar Schöne - 1955 Odd Berg - 1956 Per Digerud - 1957 Per Digerud - 1958 Per Digerud - 1959 Fredrik Kveil - 1960 Per Digerud - 1961 Jørgen Jørgensen - 1962 niet verreden - 1963 Fredrik Kveil - 1964 Tore Milsett - 1965 Rolf Sogn Olsen - 1966 Siggen Realfsen - 1967 Thorleif Andresen - 1968 Tore Milsett - 1969 Thorleif Andresen - 1970 Willie Juul Pedersen - 1971 Leif Yli - 1972 niet verreden - 1973 Tom Larsen - 1974 Thorleif Andresen - 1975 niet verreden - 1976 Geir Digerud - 1977 Stein Bråthen - 1978 Jon Rangfred Hanssen - 1979 Morten Sæther - 1980 Ole Kristian Silseth - 1981 Stein Bråthen - 1982 Ole Kristian Silseth - 1983 Dag Otto Lauritzen - 1984 Torje Alstad - 1985 Anstein Hope | - 1986 Erik Johan Sæbø - 1987 Arnstein Raunehaug - 1988 Atle Pedersen - 1989 Dag Erik Pedersen - 1990 niet verreden - 1991 niet verreden - 1992 niet verreden - 1993 Vegard Øverås-Lied - 1994 Trond Bjerkly - 1995 Egil Andersen - 1996 Kurt Asle Arvesen - 1997 Svein Gaute Hølestøl - 1998 Øyvind Lillehagen - 1999 Stefan Repshus - 2000 Martin Vestby - 2001 Steffen Kjærgaard - 2002 Jan Jespersen - 2003 Steffen Kjærgaard - 2004 Mathias Carlsson - 2005 Gabriel Rasch - 2006 Jos van Emden - 2007 niet verreden - 2008 niet verreden - 2009 Kristian Forbord - 2010 niet verreden - 2011 Audun Brekke Fløtten - 2012 Bjørn Tore Hoem - 2013 Håvard Blikra - 2014 Frederik Wilmann - 2015 Åsmund Løvik Romstad - 2016 Adrian Gjølberg |

### Meervoudige winnaars
| Overwinningen | Renner               | Land      | Jaren                     |
| ------------- | -------------------- | --------- | ------------------------- |
| 4             | Per Digerud          | Noorwegen | 1956 + 1957 + 1958 + 1960 |
| 2             | Fredrik Kveil        | Noorwegen | 1959 + 1963               |
| 2             | Tore Milsett         | Noorwegen | 1964 + 1968               |
| 2             | Thorleif Andresen    | Noorwegen | 1967 + 1969               |
| 2             | Ole Kristian Silseth | Noorwegen | 1980 + 1982               |
| 2             | Steffen Kjærgaard    | Noorwegen | 2001 + 2003               |

### Overwinningen per land
| Overwinningen | Land              |
| ------------- | ----------------- |
| 52            | Noorwegen         |
| 1             | Nederland, Zweden |